# Vardøhus

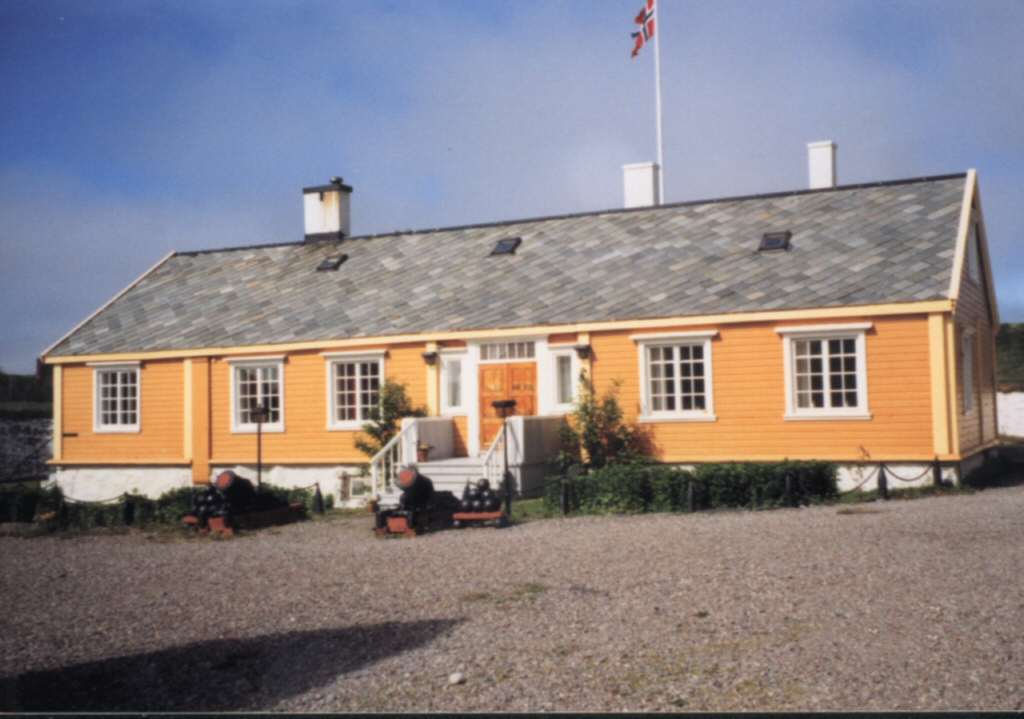
Het gebouw voor de commandanten in Vardøhus

Vardøhus (Noors: Vardøhus festning) is een vesting in Vardø in de Noorse provincie Finnmark. De vesting ligt aan het Varangerfjord in het uiterste noordoosten van Noorwegen, vlak bij de Russische grens. Vardøhus is de noordelijkste vesting ter wereld en werd in 1738 aangelegd.
Tot op vandaag wordt Vardøhus gebruikt voor militaire doeleinden, ook al is er anno 2019 maar een klein aantal militairen gelegerd. Vandaag is de vesting vooral een toeristische troef voor Vardø, want er is ook een museum gevestigd.